# Liste der Kulturdenkmäler in Hamburg-Neustadt
Die Liste der Kulturdenkmäler in Hamburg-Neustadt musste wegen ihrer Größe aufgespalten werden:
- Die Liste der Kulturdenkmäler in Hamburg-Neustadt (Nord) enthält die Kulturdenkmäler in den Ortsteilen 106 und 108
- Die Liste der Kulturdenkmäler in Hamburg-Neustadt (Süd) enthält die Kulturdenkmäler in den Ortsteilen 105 und 107